# Episodi di Tre cuori in affitto (terza stagione)
La terza stagione della sitcom Tre cuori in affitto è stata trasmessa negli Stati Uniti dal 12 settembre 1978 al 15 maggio 1979. Audra Lindley e Norman Fell lasciano il cast alla fine della stagione per dare vita allo spin-off I Roper.
| nº | Titolo originale        | Titolo italiano            | Prima TV USA      | Prima TV Italia |
| -- | ----------------------- | -------------------------- | ----------------- | --------------- |
| 1  | Double Date             | Galeotto il raffreddore    | 12 settembre 1978 | 1985            |
| 2  | Good Old Reliable Janet | Zitta zitta                | 19 settembre 1978 | 1985            |
| 3  | The Love Diary          | Porno un corno             | 26 settembre 1978 | 1985            |
| 4  | The Fast                | Digiuno digitale           | 3 ottobre 1978    | 1985            |
| 5  | Helen's Rendezvous      | La bella e la bestia       | 10 ottobre 1978   | 1985            |
| 6  | My Sister's Keeper      | Sorella da guardia         | 17 ottobre 1978   | 1985            |
| 7  | Chrissy and the Guru    | Caro Guru                  | 24 ottobre 1978   | 1985            |
| 8  | Larry's Bride           | Rimborso spose             | 31 ottobre 1978   | 1985            |
| 9  | Chrissy's New Boss      | Da un capo all'altro       | 14 novembre 1978  | 1985            |
| 10 | The Crush               | Troppo cruda per una cotta | 21 novembre 1978  | 1985            |
| 11 | The Kleptomaniac        | Tutti furti                | 28 novembre 1978  | 1985            |
| 12 | The Party's Over        | La festa in due party      | 5 dicembre 1978   | 1985            |
| 13 | Eleanor's Return        | Resa presa sorpresa        | 12 dicembre 1978  | 1985            |
| 14 | The Older Woman         | Leggere tra le rughe       | 16 gennaio 1979   | 1985            |
| 15 | Stanley's Hotline       | I discorsi del tubo        | 30 gennaio 1979   | 1985            |
| 16 | The Catered Affair      | Tentacoli                  | 6 febbraio 1979   | 1985            |
| 17 | The Best Laid Plans     | Tipi di topi               | 13 febbraio 1979  | 1985            |
| 18 | The Harder They Fall    | Felici e contanti          | 20 febbraio 1979  | 1985            |
| 19 | The Bake-Off            | Il torto e la torta        | 27 febbraio 1979  | 1985            |
| 20 | An Anniversary Surprise | Fuori campo                | 13 marzo 1979     | 1985            |
| 21 | Jack Moves Out          | Affittasi cuoco            | 8 maggio 1979     | 1985            |
| 22 | Triangle Troubles       | Esagono tetragono          | 15 maggio 1979    | 1985            |

## Galeotto il raffreddore
- Titolo originale: Double Date
- Diretto da: Dave Powers
- Scritto da: Bob Baublitz

### Trama
Jack finge di essere ammalato per poter incontrare una ragazza ma Linda, la sua fidanzata, rovina i suoi piani. 
- Guest star: Richard Kline (Larry Dallas), Anne Schedeen (Linda), Rebecca Clemmons (Samantha)

## Zitta zitta
- Titolo originale: Good Old Reliable Janet
- Diretto da: Dave Powers
- Scritto da: John Baskin e Roger Shulman

### Trama
In spiaggia si sta tenendo una manifestazione di nudisti e Janet, da tutti considerata irreprensibile, trova il coraggio di parteciparvi insieme alla signora Roper. 
- Guest star: Richard Kline (Larry Dallas), Ellen Sherman (Cindy), Nadia Caillou (Danzatrice)

## Porno un corno
- Titolo originale: The Love Diary
- Diretto da: Dave Powers
- Scritto da: Gary Belkin e Deborah Hwang

### Trama
Chrissy deve ricopiare a macchina un diario con contenuti piuttosto spinti. Il signor Roper legge qualche pagina e pensa che Chrissy abbia una cotta per lui.
- Guest star: Paul Barselou (Wanda X)

## Digiuno digitale
- Titolo originale: The Fast
- Diretto da: Dave Powers
- Scritto da: Al Gordon, Richard Christian Matheson, Jack Mendelsohn e Thomas E. Szollosi

### Trama
Per dimostrare se sia maggiore la forza di volontà degli uomini o quella delle donne, Jack e le ragazze scommettono su chi resisterà più a lungo. 
- Guest star: Angel Tompkins (Grace Thompson)

## La bella e la bestia
- Titolo originale: Helen's Rendezvous
- Diretto da: Dave Powers
- Scritto da: Jim Rogers

### Trama
La signora Roper incontra in segreto Jerry, migliore amico di suo marito, per far riappacificare i due dopo un litigio. I ragazzi credono che l'incontro sia di tipo amoroso.
- Guest star: Art Kassul (Jerry Gordon)

## Sorella da guardia
- Titolo originale: My Sister's Keeper
- Diretto da: Dave Powers
- Scritto da: George Burditt, Franelle Silver e Paul Wayne

### Trama
Jack concede la sua stanza a Jenny, sorella di Janet. Durante la notte, assonnato, entra per sbaglio nel suo letto. 
- Guest star: Devon Ericson (Jenny Wood)

## Caro Guru
- Titolo originale: Chrissy and the Guru
- Diretto da: Dave Powers
- Scritto da: George Burditt, Vicki King e Paul Wayne

### Trama
Chrissy viene irretita dalla predicazione di un guru truffatore.
- Guest star: Paul Ainsley (Jim), Michael Bell (Rama Mageesh), Regie Baff (Ragazza), Diane Sommerfield (Ragazza)

## Rimborso spose
- Titolo originale: Larry's Bride
- Diretto da: Dave Powers
- Scritto da: Martin Roth

### Trama
Larry annuncia il suo matrimonio con Gloria ma Janet e Chrissy scoprono che la donna è innamorata di Jack. 
- Guest star: Richard Kline (Larry Dallas), Cecilia Hart (Gloria), John Lawrence (Ministro)

## Da un capo all'altro
- Titolo originale: Chrissy's New Boss
- Diretto da: Dave Powers
- Scritto da: Al Gordon e Jack Mendelsohn

### Trama
Chrissy deve accompagnare il suo capo in un viaggio di lavoro ma Jack e Janet pensano che l'uomo abbia secondi fini.
- Guest star: Paul Ainsley (Jim), Emmaline Henry (J.C. Braddock), Richard McKenzie (Chef Anton)

## Troppo cruda per una cotta
- Titolo originale: The Crush
- Diretto da: Dave Powers
- Scritto da: Al Gordon e Jack Mendelsohn

### Trama
Laurie, una bambina in visita dai Roper, conosce Jack e se ne innamora. 
- Guest star: Lauri Hendler (Laurie), Lois Areno (Rita), Steve Shaw (Albert)

## Tutti furti
- Titolo originale: The Kleptomaniac
- Diretto da: Dave Powers
- Scritto da: George Burditt, Paul Wayne, Don Nicholl, Michael Ross e Bernie West

### Trama
Jack e Janet sono convinti che Chrissy sia affetta da cleptomania.

## La festa in due party
- Titolo originale: The Party's Over
- Diretto da: Dave Powers
- Scritto da: Don Nicholl, Michael Ross e Bernie West

### Trama
I ragazzi vogliono organizzare una festa ma il signor Roper è assolutamente contrario. Per questa ragione, la signora Roper litiga con lui e va via.
- Guest star: Diana Herbert (Signora Hollins)
- Note: Basato sull'episodio Torna a casa, Mildred! di Un uomo in casa.

## Resa presa sorpresa
- Titolo originale: Eleanor's Return
- Diretto da: Dave Powers
- Scritto da: John Baskin e Roger Shulman

### Trama
A casa dei ragazzi si ripresenta Eleanor, la vecchia coinquilina di Janet e Chrissy. Jack crede che con il suo arrivo, lui dovrà andare via.
- Guest star: Richard Kline (Larry Dallas), Marianne Black (Eleanor)

## Leggere tra le rughe
- Titolo originale: The Older Woman
- Diretto da: Dave Powers
- Scritto da: George Burditt e Paul Wayne

### Trama
Jack sta frequentando la nipote dei Roper, Barbara, ma Janet e Chrissy credono che il ragazzo sia impegnato con la madre di Barbara, Martha, la zia della signora Roper.
- Guest star: Richard Kline (Larry Dallas), Irene Tedrow (Martha), Claudette Nevins (Barbara)

## I discorsi del tubo
- Titolo originale: Stanley's Hotline
- Diretto da: Dave Powers
- Scritto da: Sam Greenbaum

### Trama
Il signor Roper, tramite i tubi dell'impianto idraulico, ascolta una conversazione e crede che Chrissy sia incinta.
- Guest star: Anne Schedeen (Linda)
- Note: Joyce DeWitt è assente in questo episodio.

## Tentacoli
- Titolo originale: The Catered Affair
- Diretto da: Dave Powers
- Scritto da: Al Gordon e Jack Mendelsohn

### Trama
L'azienda presso cui Chrissy lavora sta organizzando un party e la ragazza chiede a Jack di occuparsi del catering.
- Guest stars: Emmaline Henry (J.C. Braddock), Macon McCalman (Signor Penrose) e Bibi Osterwald (Signora Penrose).
- Note: McCalman ritornerà in un episodio della quinta stagione e in uno dell'ottava con il ruolo del padre di Janet. Nel doppiaggio italiano, Chrissy risponde al telefono dicendo "ufficio del signor Braddock" anche se si tratta di una donna. Il personaggio, interpretato dalla stessa attrice, era già apparso nell'episodio Da un capo all'altro.

## Tipi di topi
- Titolo originale: The Best Laid Plans
- Diretto da: Dave Powers
- Scritto da: John Baskin e Roger Shulman

### Trama
Janet vede un topo in camera sua e si trasferisce nella camera di Jack, il quale ne approfitta per dormire con Chrissy.
- Guest stars: Richard Kline (Larry Dallas) e Jenny Sherman (Diane).
- Note: Basato sull'episodio Una trappola per Robin di Un uomo in casa.

## Felici e contanti
- Titolo originale: The Harder They Fall
- Diretto da: Dave Powers
- Scritto da: Susan Sisko, Al Gordon e Jack Mendelsohn

### Trama
Jack e Chrissy devono lasciare l'appartamento libero per Janet, la quale ha un appuntamento con un uomo, ma Jack si rompe una gamba cadendo dalle scale.
- Guest star: Rod McCary (Gregg Halliday).

## Il torto e la torta
- Titolo originale: The Bake-Off
- Diretto da: Dave Powers
- Scritto da: Jerry Kenion e George Burditt, Paul Wayne

### Trama
Jack partecipa ad un importante concorso di pasticceria, ma Chrissy mangia il dolce che doveva presentare.
- Guest stars: William Pierson (Dean Travers) e Leon Askin (Signor Hoffmeier).

## Fuori campo
- Titolo originale: An Anniversary Surprise
- Diretto da: Dave Powers
- Scritto da: John Baskin e Roger Shulman

### Trama
Il signor Roper annuncia grandi cambiamenti per la festa del suo anniversario e i tre ragazzi credono che abbia intenzione di separarsi dalla moglie. Invece ha venduto lo stabile dove vivono.
- Guest stars: Paul Ainsley (Jim) e Ruta Lee (Signora Dawson).
- Note: Questo episodio funge da backdoor pilot per lo spin-off I Roper. Questo è anche l'ultimo episodio con Audra Lindley e Norman Fell come membri del cast principale. Dopo quest'ultima apparizione, la Lindley e Fell ritorneranno nell'episodio Notte d'argento della quinta stagione.

## Affittasi cuoco
- Titolo originale: Jack Moves Out
- Diretto da: Dave Powers
- Scritto da: George Burditt e Paul Wayne

### Trama
Jack litiga con Janet e Chrissy e si mette al servizio di due coniugi, ma la signora Layton non sembra essere interessata alla cucina, ma a qualcos'altro, scatenando il desiderio di tornare a casa di Jack.
- Guest stars: Richard Kline (Larry Dallas), Cynthia Harris (Signora Layton), Jordan Charney (Signor Layton), Paul Kent (Alvin Morell), Janet Wood (Frances) e John Larroquette (Agente).
- Note: Charney ritornerà in alcuni episodi della quinta, della sesta, della settima e dell'ottava stagione con il ruolo del capo di Jack, Frank Angelino.

## Esagono tetragono
- Titolo originale: Triangle Troubles
- Diretto da: Dave Powers
- Scritto da: Al Gordon e Jack Mendelsohn

### Trama
Jack frequenta una nuova ragazza alla quale non riesce a confessare che convive con due donne. Ironicamente, anche la ragazza tiene nascosto di coabitare con due uomini.
- Guest stars: Peter Mark Richman (Reverendo Snow), Barrie Youngfellow (Debbie), Terence Goodman (Roger), Robert Machray (Doug), Alan McRae (Phil) e Daniel Trent (Elliott).